# Canzona
De canzona of (Italiaans) canzone is oorspronkelijk, ten tijde van de troubadours en later, een één- of meerstemmig lied (vergelijk met het Franse chanson), meestal een liefdeslied, zowel eenvoudig als enigszins gecompliceerd getoonzet. Na 1530 werd de canzona verdrongen door het madrigaal en de canzonetta. Instrumentaal komt de canzona voor het eerst voor tegen het begin van de 16e eeuw (canzona da sonar), aanvankelijk als naam voor orgeltranscripties, later echter ook voor andere instrumentale navolgingen van Franse chansons. Bij Giovanni Gabrieli werd de canzona voor het eerst gefigureerd. Het enige verschil met het ricercare en de fantasie is de wat lichtere thematiek en de driedelige indeling.
Uit de canzona da sonar is de sonate als belangrijke muziekvorm ontstaan.